# Elecciones generales de Santa Lucía de 2021
Las elecciones generales de Santa Lucía de 2021 tuvieron lugar el lunes 26 de julio del mencionado año con el objetivo de configurar el Parlamento para el período 2021-2026. Se convocaron con la disolución anticipada de la anterior legislatura el 5 de julio, pues la fecha límite para su realización era en octubre, por parte del Gobernador General Neville Cenac por consejo del primer ministro Allen Chastanet. Se renovaron 17 escaños de la Cámara de la Asamblea, la cual tuvo a su cargo la investidura del próximo gobierno, en base al cual se designó a los 11 integrantes del Senado.
Los comicios tuvieron lugar en el marco de la pandemia global de COVID-19. El gobierno de Chastanet llegó a las elecciones con la economía del país, dependiente del turismo, devastada por el estallido pandémico, así como un alto número de casos confirmados y una creciente inseguridad, con un crecimiento de la tasa de homicidios. Se esperaba que los comicios fueran un duro desafío para el oficialista Partido Unido de los Trabajadores (UWP), que había sufrido las deserciones de dos figuras de peso y parlamentarios, Richard Frederick (Castries Central) y el ex primer ministro Stephenson King (Castries North), que se presentaron como independientes en sus circunscripciones. El opositor Partido Laborista de Santa Lucía (SLP) vio su primera elección desde 1992 en la que no fue encabezado por el ex primer ministro Kenny Anthony, el cual renunció tras su derrota en los anteriores comicios. Fue reemplazado por el parlamentario por Castries East y exviceprimer ministro Philip J. Pierre. El laborismo se abstuvo en las circunscripciones de Castries Central y Castries North para respaldar a Frederick y King.
El SLP logró un aplastante triunfo con un 50,14% del voto popular y una mayoría absoluta de dos tercios con 13 de los 17 escaños parlamentarios. El UWP sufrió grandes pérdidas, recibiendo el 42,91% de los sufragios, y solo Chastanet y John Bradley Felix retuvieron sus escaños. Frederick y King resultaron reelectos como independientes con apoyo laborista, la primera instancia desde 1982 en la que candidatos no respaldados por ninguno de los dos partidos llegaban a ser electos. El Partido Nacional Verde (NGP), fundado poco antes de los comicios, disputó ocho escaños y obtuvo solo 271 votos. La participación decayó con respecto a las anteriores elecciones, y se situó en solo un 51,08% del electorado registrado.
Pierre prestó juramento como primer ministro de Santa Lucía el 28 de julio de 2021. Su gabinete fue juramentado el 5 de agosto. Tanto King como Frederick ocuparon puestos ministeriales en el gobierno.

## Antecedentes

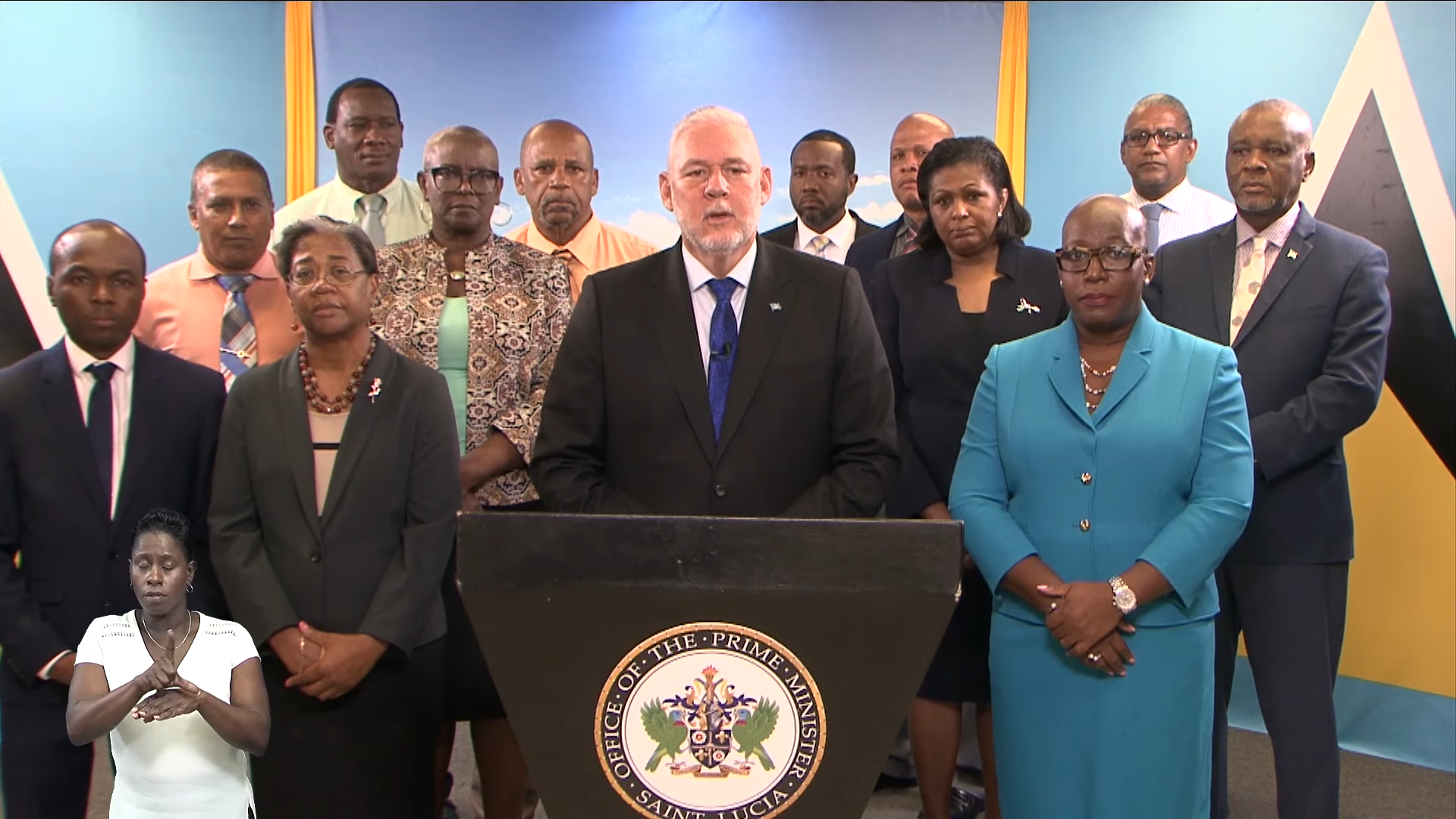
Allen Chastanet, primer ministro de Santa Lucía, dirige un mensaje a la nación junto a su gobierno tras la irrupción de la pandemia de COVID-19 en el país.

Las elecciones generales de 2016 resultaron en el retorno al poder del conservador Partido Unido de los Trabajadores (UWP) bajo el liderazgo de Allen Chastanet, poniendo fin al segundo período de gobierno de Kenny Anthony, líder del socialdemócrata Partido Laborista de Santa Lucía (SLP) desde hacía veinte años. Aunque permaneció como miembro del Parlamento, Anthony dimitió como líder del SLP después de la derrota y fue sucedido por Philip J. Pierre, que se convirtió de este modo en líder parlamentario de la Oposición.
El gobierno de Chastanet se alineó con la administración de Donald Trump de los Estados Unidos, rompiendo relaciones con el gobierno de Nicolás Maduro y reconociendo a Juan Guaidó como presidente de Venezuela. Santa Lucía pasó a ser el único gobierno del Caribe anglófono en integrar el Grupo de Lima como miembro de pleno derecho. También se distanció políticamente de la República Popular China. En el plano económico, los desaciertos de la gestión de Chastanet fueron criticados por el Banco Central del Caribe Oriental, que señaló una explosión de la deuda, convirtiendo a Santa Lucía en el país más endeudado de la Organización de Estados del Caribe Oriental.
Santa Lucía registró su primer caso de COVID-19 el 13 de marzo de 2020. Luego de implementar una serie de medidas restrictivas (toque de queda, distanciamiento social y suspensión de la actividad no esencial), el gobierno de Chastanet declaró el estado de emergencia, anunció el cierre de los aeropuertos del país a los vuelos de pasajeros entrantes y, días más tarde, dispuso la prohibición de la venta de bebidas alcohólicas.
Según la constitución, las elecciones para una nueva legislatura del Parlamento podrían celebrarse a más tardar cinco años y noventa días después de la apertura de la primera sesión de la legislatura vigente. La primera sesión después de las elecciones de 2016 se celebró el 12 de julio de 2016, dejando la fecha límite en octubre de 2021. Chastanet se mostró a favor de realizar los comicios en una fecha posterior, declarando en abril de 2021 su intención de evitar otro brote de la pandemia en Santa Lucía. Sin embargo, el 5 de julio, confirmó que las elecciones tendrían lugar el 26 de julio.

## Sistema electoral
Santa Lucía es un Reino de la Mancomunidad de Naciones, cuya forma de gobierno es la monarquía constitucional en el marco de una democracia parlamentaria, con Isabel II del Reino Unido como jefa de estado (representada localmente por un Gobernador General) y un primer ministro como jefe de Gobierno. Constituido siguiendo el modelo Westminster, el Parlamento de Santa Lucía es bicameral, lo componen la Cámara de la Asamblea con 17 escaños directamente electos y el Senado de 11 escaños designados.
Los 17 escaños de la Cámara de la Asamblea de Santa Lucía son elegidos por voto popular por medio de escrutinio mayoritario uninominal. La isla se encuentra dividida en diecisiete circunscripciones, representada cada una por un parlamentario elegido por simple mayoría de votos. El partido político que suma una mayoría parlamentaria puede formar gobierno, encabezado por un primer ministro (tradicionalmente el líder parlamentario del partido), mientras que el líder parlamentario del partido no gubernamental con más escaños ocupará el cargo de líder de la oposición. Los once escaños del Senado son designados por el Gobernador General (en representación de la Reina) después de las elecciones con base en los resultados de la Cámara. Seis senadores son designados por consejo del gobierno, tres por consejo del líder de la oposición, y dos deben ser independientes. El mandato máximo del Parlamento es de un máximo de cinco años desde la fecha de su primera sesión, momento a partir del cual quedará disuelto y se convocará a elecciones generales. Sin embargo, el Gobernador General por consejo del primer ministro puede disolver el Parlamento en cualquier momento posterior a este período y adelantar los comicios. Las vacantes que surgen entre las elecciones generales se cubren mediante elecciones parciales celebradas dentro de los tres meses posteriores a la vacancia.
Todos los ciudadanos mayores de dieciocho años con nacionalidad de un país de la Mancomunidad de Naciones que tengan su residencia en Santa Lucía pueden votar en las elecciones. Quedan exentos solo los ciudadanos con demencia, encarcelados, condenados por delitos electorales o sentenciados a pena de muerte. El voto no es obligatorio. Del mismo modo, todos los ciudadanos mayores de veintiún años que cumplan con los requisitos de voto, sepan hablar inglés y hayan nacido en Santa Lucía (o sean residentes por un período mayor a doce meses) con domicilio en el país al momento de su nominación pueden presentarse como candidatos a miembros de la Cámara de la Asamblea. Para hacerlo deben presentar el apoyo de al menos seis electores registrados en la circunscripción que disputan y un depósito monetario de 250 dólares del Caribe Oriental. Si el candidato no supera 1/8 de los votos válidamente emitidos en la circunscripción (12,5%), el candidato pierde su depósito y este es entregado al Estado.
| Mapa                | Circunscripción          | Parlamentario (2016)  | Parlamentario (2016) | Parlamentario (2016) |
| ------------------- | ------------------------ | --------------------- | -------------------- | -------------------- |
|                     | Anse La Raye/Canaries    | Dominic Francis Fedee |                      | UWP                  |
| Babonneau           | Ezechiel Joseph          |                       | UWP                  |                      |
| Castries Central    | Sarah L. Flood-Beaubrun  |                       | UWP                  |                      |
| Castries East       | Philip Joseph Pierre     |                       | SLP                  |                      |
| Castries North      | Stephenson King          |                       | UWP                  |                      |
| Castries South      | Ernest Hilaire           |                       | SLP                  |                      |
| Castries South East | Guy Eardleu Joseph       |                       | UWP                  |                      |
| Choiseul            | John Bradley Felix       |                       | UWP                  |                      |
| Dennery North       | Shawn Andrey Edward      |                       | SLP                  |                      |
| Dennery South       | Edmund Estephanie        |                       | UWP                  |                      |
| Gros Islet          | Lenard "Spider" Montoute |                       | UWP                  |                      |
| Laborie             | Alva Romanus Baptiste    |                       | SLP                  |                      |
| Micoud North        | Gale Tracey Rigobert     |                       | UWP                  |                      |
| Micoud South        | Allen Michael Chastanet  |                       | UWP                  |                      |
| Soufriere           | Herod A. Stanislas       |                       | UWP                  |                      |
| Vieux Fort North    | Moses Jean Baptiste      |                       | SLP                  |                      |
| Vieux Fort South    | Kenny Davis Anthony      |                       | SLP                  |                      |

## Desarrollos políticos

### Partido Unido de los Trabajadores
El 11 de octubre de 2020, el oficialista Partido Unido de los Trabajadores (UWP) realizó su Conferencia de Delegados, un mes antes de la Convención Nacional del partido. La conferencia, compuesta por 255 delegados (quince de cada una de las diecisiete circunscripciones electorales), respaldó por unanimidad a Chastanet para continuar liderando el partido y el gobierno como primer ministro. En la misma conferencia se respaldó a los líderes adjuntos Gale Tracey Rigobert y Ezechiel Joseph.
Durante junio de 2021, semanas antes de la convocatoria electoral, se rumoreó que el ex primer ministro Stephenson King, predecesor de Chastanet en el liderazgo del UWP y candidato a la reelección en la circunscripción de Castries North, pensaba abandonar el partido. King permaneció en silencio durante semanas antes de romper su silencio en un llamado "discurso a la nación", en el que declaró que no participaría en las elecciones generales de 2021 como candidato del UWP, sino como un candidato independiente. King afirmó que se sentía «incapaz de reconocer los principios fundacionales de mi partido en el gobierno» y que no podía pedirle a la gente que votara por la permanencia de Chastanet en la jefatura de gobierno. El 8 de julio, Chastanet aceptó la renuncia de King como candidato y lo reemplazó con la senadora Jeannine Giraudy-McIntyre.
La deserción de King recibió una reacción variada por parte del público, motivando numerosas críticas en redes sociales y una encendida condena por parte de su antiguo partido. Chastanet denunció que King había traicionado «no al UWP, sino a Santa Lucía» y Giraudy-McIntyre advirtió que «no hay candidatos independientes en esta elección, cualquier voto que no sea para el UWP es para SLP».

### Partido Laborista de Santa Lucía
El opositor Partido Laborista de Santa Lucía (SLP) disputaría sus primeras elecciones bajo el liderazgo de Philip J. Pierre, parlamentario por Castries East. Este asumió la jefatura del partido y el liderazgo de la Oposición parlamentaria tras la renuncia de Kenny Anthony, primer ministro entre 1997 y 2006 y nuevamente entre 2011 y 2016, luego de la derrota de 2016. Anthony confirmó tras su renuncia que mantendría su escaño parlamentario en Vieux Fort South. En septiembre de 2020, durante una reunión del partido en Castries East, Anthony declaró su firme apoyo al liderazgo de Pierre y su candidatura a primer ministro, desmintiendo rumores previos sobre un supueto distanciamiento entre ambos.

### Otras formaciones políticas e independientes
El Partido Nacional de Santa Lucía (SNP) había anunciado a finales de 2020 su intención de presentar un candidato en las elecciones por primera vez, respaldando a Brennan Francis para la circunscripción de Castries Central. Sin embargo, el 26 de abril de 2021, Francis suspendió su campaña y desertó del SNP, anunciando su intención de unirse al SLP y ser candidato del laborismo, que no había confirmado aspirante en dicho distrito. El Partido Nacional Verde (NGP) se fundó bajo el liderazgo de And´re Caires el 23 de mayo de 2021, con una plataforma ecologista.
El día de la nominación, el 16 de julio de 2021, se presentaron 45 candidatos en las diecisiete circunscripciones. El UWP fue el único partido en disputar todos los escaños. El líder del SLP, Pierre, confirmó un día antes que el laborismo no disputaría los escaños de Castries Central y Castries North y anunció su respaldo a las candidaturas independientes de Richard Frederick y Stephenson King, ambos antiguos miembros del UWP. Pierre dejó en claro que «King y Frederick no son candidatos del Partido Laborista», pero que de todas formas los reconocía como «patriotas» cuyo objetivo también era poner fin al gobierno de Chastanet. El Partido Nacional Verde (NGP) presentó ocho candidatos, lo más cerca desde 2001 que un tercer partido estuvo de disputar una mayoría absoluta de escaños. Hubo otros tres candidatos independientes, y en siete circunscripciones la competencia fue puramente bipartidista, limitada al SLP y al UWP.

## Campaña
La campaña oficial duró desde el día después de la nominación (el 17 de julio) hasta el 24 de julio, dos días antes de los comicios. Aunque los partidos realizaron algunas manifestaciones públicas de campaña, acordaron mutuamente no permitir las caravanas de automóviles (un rasgo común en las campañas electorales del país) después de las advertencias de las autoridades sanitarias.
El Partido Laborista de Santa Lucía lanzó su manifiesto el 18 de julio de 2021, bajo el título «Putting You First» (en español: «Poniéndote a ti primero»). El SLP enfocó su discurso mayormente en cuestiones económicas, en especial la desgravación fiscal y la oferta de préstamos y subvenciones. Pierre acusó al gobierno del UWP de llevar a cabo «una mala gestión exacerbada por la pandemia», poniendo énfasis en el aumento de la criminalidad y el hecho de que Santa Lucía tenía una las tasas de infección y mortalidad más altas del Caribe, Declaró que la isla corría el riesgo de convertirse en un estado fallido, calificando su campaña como una «misión de rescate». La principal promesa de campaña del partido fue un alivio del impuesto sobre la renta para los hogares de ingresos medianos y bajos, según el cual los ciudadanos con ingresos inferiores a EC$ 4.000 (US$ 1.480) se verían exentos de pagar dicho impuesto, con el objetivo de «estimular el gasto de los consumidores y generar más actividad económica». Se comprometió también a eliminar el impuesto adicional sobre el combustible a los pescadores, a revisar la legislación sobre el IVA para aliviar la carga fiscal sobre el sector manufacturero y a proporcionar $25 millones en garantías para respaldar préstamos de capital de trabajo a pequeñas y medianas empresas. En cuestiones sociales, el SLP propuso despenalizar y en algún momento legalizar el cannabis para uso medicinal y recreativo, eliminando a su vez los antecedentes penales de delitos relacionados con posesión de pequeñas cantidades.
El Partido Unido de los Trabajadores, por su parte, lanzó su manifiesto un día después que el SLP, el 19 de julio, con el título «Five for Five» (en español: «Cinco por Cinco») y el eslogan «Let's Keep Working» («Sigamos Trabajando») en un acto presidido por el primer ministro Chastanet. El oficialismo centró sus propuestas para un segundo mandato en un «plan de cinco puntos», los cuales serían: introducción de beneficios por desempleo, la ampliación de la asistencia mensual para los necesitados, el ahorro de dinero para los padres en libros escolares, la reducción del IVA al 10% y la prestación de atención médica universal. El UWP se mostró a favor de legislar a favor de la despenalización del consumo de cannabis «para propósitos medicinales y religiosos», pero no para su uso recreativo, proponiendo una campaña sanitaria que involucrara concientizar a la juventud sobre «los riesgos del cannabis». El manifiesto también criticaba el historial sanitario de la administración predecesora del SLP, denunciando que «no supieron equipar dos hospitales en cinco años de gobierno». Chastanet defendió el historial de su partido para manejar el país en «períodos de dificultad» y aseguró que, con la incertidumbre que se avecinaba sobre el país en la etapa posterior al Covid-19, una alternancia gubernamental implicaría «un paso atrás» para Santa Lucía, finalizando su discurso con la afirmación: «no necesitamos ningún cambio».
El Partido Nacional Verde, la formación política de más reciente fundación del país, protestó por la falta de cobertura mediática que recibía su campaña, denunciando que los medios de comunicación del país estaban sesgados a favor del bipartidismo nacional. El NGP presentó una agenda social ambiciosa, afirmando que la seguridad alimentaria sería un tema clave a tratar en un gobierno del partido, junto con la propuesta de impulsar reformas constitucionales que UWP y SLP no habían aprobado. Entre ellas, destacó un límite de dos mandatos para el primer ministro, la instauración de gobiernos locales autónomos con autoridades electas, una fecha fija para la realización de elecciones generales, la destitución de la reina Isabel II como jefa de estado para establecer una república parlamentaria y la separación de los cargos ministeriales de los puestos legislativos. El NGP también propuso un mayor gasto en servicios sociales (como la puesta en servicio del Hospital St. Jude y el establecimiento de una guardería universal) e infraestructura turística (áreas recreativas y un puerto deportivo), los cuales se financiarían mediante el establecimiento de una industria legal del cannabis.

## Resultados

### Nivel general
El resultado fue una rotunda victoria para el Partido Laborista de Santa Lucía, liderado por Philip J. Pierre, que obtuvo el 50,14% del voto popular (55,82% en las 15 de 17 circunscripciones que disputó) y una mayoría absoluta de dos tercios con 13 de los 17 escaños, constituyendo la tercera mayoría parlamentaria más grande de su historia y garantizando la elección de Pierre como primer ministro. El SLP logró retener la totalidad de los escaños que había ganado en 2016 y sumar otros siete. El candidato del SLP con mejor resultado fue el ex primer ministro Kenny Anthony (que resultó reelegido en Vieux Fort South con el 67,46% de los votos) seguido por el propio Pierre, que consiguió el 66,51% en Castries East.
El Partido Unido de los Trabajadores, encabezado por el primer ministro Allen Chastanet, registró la segunda mayor derrota electoral de su historia en término de escaños, perdiendo nueve escaños con respecto a las anteriores elecciones, una caída únicamente superada por las elecciones de 1997, en las que había perdido en todas las circunscripciones menos una. Sin embargo, en términos de voto popular su resultado estuvo lejos de ser el peor, con un 42,91% (muy por encima de sus desempeños más bajos en 1997 y 2001), si bien esto implicó una caída de casi doce puntos porcentuales con respecto a los anteriores comicios. Solo Chastanet y el ministro de Comercio, John Bradley Felix, retuvieron sus escaños en Micoud South y Choiseul, respectivamente. La derrota de la ministra de Educación Gale Rigobert en la circunscripción de Micoud North ante el candidato laborista Jeremiah Norbert constituyó la primera vez que el UWP perdió dicho distrito desde su creación, el único escaño que el partido no había perdido en 1997 y, por lo tanto, el único distrito que el UWP había ganando ininterrumpidamente desde la independencia. Con este resultado, solo Laborie y Vieux Fort North (ambas controladas por el SLP) permanecen como las únicas circunscripciones que no han cambiado de partido desde el establecimiento del mapa electoral actual de Santa Lucía en 1974.
El ex primer ministro Stephenson King, que había sido reelecto como candidato del UWP en Castries North en 2016, retuvo el escaño por abrumador margen como independiente con apoyo laborista, con un 69,51% de los votos, el mejor desempeño para cualquier candidato en la jornada. La laborista Emma Hippolyte fue la candidata electa por menor margen al lograr el 50,66% en Soufriere.
|  | 50.14 % |

|  | 55.82 % |

|  | 42.91 % |

|  | 42.91 % |

|  | 0.31 % |

|  | 0.59 % |

|  | 6.65 % |

|  | 34.37 % |

|  | 98.10 % |

|  | 1.90 % |

|  | 100.00 % |

|  | 51.08 % |

### Resultados por circunscripción
|  | 51.56 % |

|  | 48.11 % |

|  | 0.33 % |

|  | 96.16 % |

|  | 3.84 % |

|  | 100.00 % |

|  | 57.79 % |

|  | 50.86 % |

|  | 49.14 % |

|  | 97.79 % |

|  | 2.21 % |

|  | 100.00 % |

|  | 50.41 % |

|  | 57.54 % |

|  | 40.95 % |

|  | 1.51 % |

|  | 98.94 % |

|  | 1.06 % |

|  | 100.00 % |

|  | 40.51 % |

|  | 66.51 % |

|  | 32.77 % |

|  | 0.72 % |

|  | 98.32 % |

|  | 1.68 % |

|  | 100.00 % |

|  | 44.41 % |

|  | 69.51 % |

|  | 29.19 % |

|  | 0.71 % |

|  | 0.59 % |

|  | 98.39 % |

|  | 1.61 % |

|  | 100.00 % |

|  | 43.37 % |

|  | 64.75 % |

|  | 34.55 % |

|  | 0.70 % |

|  | 98.38 % |

|  | 1.62 % |

|  | 100.00 % |

|  | 50.35 % |

|  | 52.91 % |

|  | 47.09 % |

|  | 98.39 % |

|  | 1.61 % |

|  | 100.00 % |

|  | 50.95 % |

|  | 53.52 % |

|  | 46.29 % |

|  | 0.19 % |

|  | 96.71 % |

|  | 3.29 % |

|  | 100.00 % |

|  | 57.59 % |

|  | 52.97 % |

|  | 46.81 % |

|  | 0.22 % |

|  | 98.47 % |

|  | 1.53 % |

|  | 100.00 % |

|  | 53.16 % |

|  | 53.16 % |

|  | 46.84 % |

|  | 98.78 % |

|  | 1.22 % |

|  | 100.00 % |

|  | 56.17 % |

|  | 58.15 % |

|  | 41.28 % |

|  | 0.58 % |

|  | 99.02 % |

|  | 0.98 % |

|  | 100.00 % |

|  | 50.34 % |

|  | 64.05 % |

|  | 35.95 % |

|  | 98.89 % |

|  | 1.11 % |

|  | 100.00 % |

|  | 49.87 % |

|  | 56.51 % |

|  | 42.85 % |

|  | 0.64 % |

|  | 98.03 % |

|  | 1.97 % |

|  | 100.00 % |

|  | 49.57 % |

|  | 58.08 % |

|  | 41.77 % |

|  | 0.15 % |

|  | 98.39 % |

|  | 1.61 % |

|  | 100.00 % |

|  | 53.33 % |

|  | 50.66 % |

|  | 49.34 % |

|  | 97.88 % |

|  | 2.12 % |

|  | 100.00 % |

|  | 56.61 % |

|  | 58.95 % |

|  | 41.05 % |

|  | 98.31 % |

|  | 1.69 % |

|  | 100.00 % |

|  | 51.48 % |

|  | 67.46 % |

|  | 32.54 % |

|  | 97.96 % |

|  | 2.04 % |

|  | 100.00 % |

|  | 47.55 % |

## Reacciones

### Nacionales
El líder del SLP, Pierre, agradeció al pueblo de Santa Lucía por la victoria de su partido y prometió centrarse en la atención médica y el empleo juvenil. Chastanet describió el resultado como un «shock», pero igualmente se comunicó con Pierre para reconocer la derrota, agradeció a los partidarios del UWP por su apoyo y anunció que el partido se reagruparía. El portavoz y líder adjunto del Partido Nacional Verde, Aaron Alexander, felicitó al SLP por la victoria y declaró la intención de su partido de colaborar con el gobierno para ayudar al país.

### Internacionales
- Granada: Tanto el primer ministro Keith Mitchell, del Nuevo Partido Nacional, como el principal partido de la oposición, el Congreso Nacional Democrático, emitieron declaraciones felicitando al SLP por su victoria.[43][44]
- Dominica: El primer ministro Roosevelt Skerrit, líder del Partido Laborista de Dominica, felicitó tanto a Pierre como al SLP en una entrevista de radio, afirmando que: «cada vez que hay una dificultad en un país, la gente se siente más cómoda con el Partido Laborista a cargo».[45]
- Antigua y Barbuda: El primer ministro Gaston Browne envió una carta de felicitación a Pierre.[46] Browne asistió a la toma de posesión del gabinete de Pierre el 5 de agosto.[10]
- Taiwán: La presidenta de la República de China, Tsai Ing-wen, felicitó a Pierre y al SLP por su victoria.[47] El ministro de Relaciones Exteriores Joseph Wu envió también sus felicitaciones y ratificó el papel de Santa Lucía como «uno de los aliados más importantes» para Taiwán en el Caribe.[48]